# Eta Leporis
Désignations
Eta Leporis (en abrégé η Lep) est une étoile de la constellation du Lièvre. Elle a une magnitude apparente de 3,71. D'après la mesure de sa parallaxe annuelle par le satellite Hipparcos, l'étoile est située à environ ∼ 48,5 a.l. (∼ 14,9 pc) de la Terre. Elle se rapproche du Système solaire à une vitesse radiale de −2 km/s.
Eta Leporis est une étoile jaune-blanc de la séquence principale de type spectral F2V. Elle est 1,4 fois plus massive que le Soleil et elle est âgée de 1,8 milliard d'années. Son rayon est 1,5 fois plus grand que le rayon solaire, elle est six fois plus lumineuse que le Soleil et sa température de surface est de 6 899 K. À l'aide de l'instrument IRS du télescope spatial Spitzer, un excès d'émission en infrarouge a été détecté, ce qui pourrait s'expliquer par la présence d'un disque de débris s'étendant de 1 à 16 ua de l'étoile.